# Xibali (köpinghuvudort i Kina, Hebei Sheng, lat 40,45, long 115,35)
Xibali (kinesiska: 西八里, 西八里镇) är en köpinghuvudort i Kina. Den ligger i provinsen Hebei, i den norra delen av landet, omkring 110 kilometer nordväst om huvudstaden Peking. Antalet invånare är 21 330. Befolkningen består av 10 403 kvinnor och 10 927 män. Barn under 15 år utgör 16,0 %, vuxna 15-64 år 74 %, och äldre över 65 år 8,0 %.
Runt Xibali är det ganska tätbefolkat, med 116 invånare per kvadratkilometer. Det finns inga andra samhällen i närheten. Trakten runt Xibali består i huvudsak av gräsmarker.
Genomsnittlig årsnederbörd är 618 millimeter. Den regnigaste månaden är juli, med i genomsnitt 147 mm nederbörd, och den torraste är januari, med 5 mm nederbörd.